# 正房の滝
正房の滝 (チョンバンのたき，Korean: 정방폭포) は大韓民国済州特別自治道西帰浦市にある滝で、人気の観光名所である。この滝は高さ23mで海に注ぐ。滝の幅は直前の降雨量によっては8mに達することがある。滝の水源は東宏津溪である。霊州十景（済州島の十大景勝地）の一つとされている。
滝の下に聖なる龍が住んでいたという伝説があり、龍の魂が水に宿っており、病気を治したり、干ばつ時に雨を降らせたりすると言われている。さらに、近くの小さな滝は、主君に仕える召使いに似ていると言われている。
秦の始皇帝(259 BC – 210 BC)の命によりこの島の漢拏山で永遠の若さを保つ薬草を探索した徐福がこの滝に感激して岩壁に「徐市過之」と署名したという伝承に基づく碑がある。この滝は天帝淵の滝・天地淵の滝と並ぶ済州島の三大名瀑の一つである。東側に約300m離れて、やや小さな小正房の滝がある。
この滝は1948年の済州島四・三事件に関連する場所としても知られている。蜂起に巻き込まれた民間人は滝の近くで処刑され、その死体は滝の上に捨てられた。